# Maxera lophocera
Maxera lophocera är en fjärilsart som beskrevs av George Francis Hampson 1910. Maxera lophocera ingår i släktet Maxera och familjen nattflyn. Inga underarter finns listade i Catalogue of Life.